# Резолюция Совета Безопасности ООН 1053
Резолюция Совета Безопасности Организации Объединённых Наций 1053 (код — S/RES/1053), принятая 23 апреля 1996 года, сославшись на все предыдущие резолюции по Руанде, в частности резолюции 918 (1994), 997 (1995), 1011 (1995) и 1013 (1995), Совет рассмотрел выводы Комиссии по расследованию относительно нарушений эмбарго на поставки оружия бывшим правительственным силам Руанды.
Несмотря на эмбарго на поставки оружия, по-прежнему поступали сообщения о ряде нарушений, когда оружие и материальные средства продавались бывшим правительственным силам Руанды. Расследование завершилось, но было отмечено, что некоторые страны не в полной мере сотрудничали со следствием. Комитет пришел к выводу, что руандийские элементы прошли военную подготовку для проведения дестабилизирующих рейдов в Руанду, и существуют убедительные доказательства того, что поставки оружия имели место. В одном случае имела место продажа оружия с Сейшельских Островов в июне 1994 года и две последующие поставки в Гому в Демократической Республике Конго, предназначенные для руандийских правительственных сил. В Гоме и Букаву продолжали приземляться самолёты с оружием для бывших правительственных сил Руанды, а высокопоставленные лица в этих силах собирали средства для вооруженной борьбы против Руанды. Эти и другие обвинения не были тщательно расследованы. Наконец, необходимо прекратить радиопередачи, которые распространяют ненависть и страх в регионе.
Запрет на поставки оружия руандийским правительственным силам не был эффективно выполнен. Странам региона Великих африканских озёр было предложено обеспечить, чтобы их территория не использовалась в качестве базы для вторжений или поставок оружия в Руанду. Генерального секретаря ООН Бутроса Бутроса-Гали попросили провести консультации с соседними странами, в частности с Руандой и Заиром, о мерах, которые могли бы включать размещение наблюдателей ООН в аэропортах и на пограничных переходах. Странам, чьи граждане обвиняются в причастности, было предложено провести дальнейшие расследования и предоставить всю информацию комитету.
Наконец, Генеральному секретарю было предложено к 1 октября 1996 года представить доклад о выполнении настоящей резолюции.